# 2019年11月將軍澳警民衝突
2019年11月將軍澳警民衝突發生在11月3日至4日，當晚警方和民眾在香港新界將軍澳尚德邨及廣明苑附近通宵對峙，期間警方施放催淚彈和發射橡膠子彈驅散民眾。衝突共造成1死3傷，唯一一名死者是香港科技大學二年級學生周梓樂，他被發現倒臥在尚德邨停車場二樓，身受重傷，延至11月8日逝世。

## 背景

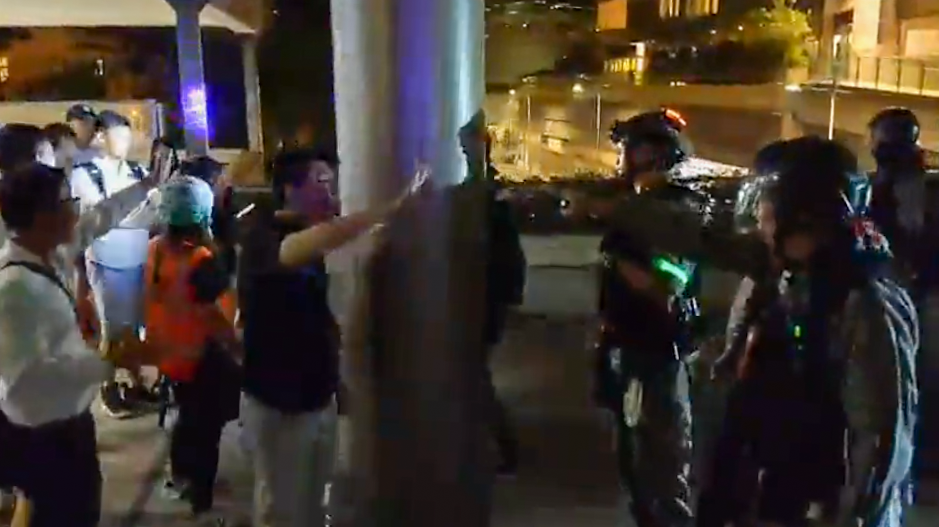
多名防暴警員在香港九龍東皇冠假日酒店外的平台駐守，要求在場人士離開

2019年11月3日，網上傳出一名警員於香港九龍東皇冠假日酒店舉辦婚宴，有網民自發到酒店外聚集。多名防暴警員在酒店外駐守，並截查在場人士。其後大批示威者於唐明街一帶聚集及堵路。約晚上11時，有人於尚德廣場連接PopCorn的天橋上聚集，警察到場並在無警告下射胡椒噴劑，並曾經向橋下發射一枚防暴子彈。被噴胡椒的包括新民主同盟西貢區澳唐區議員呂文光，他被診斷為一級灼傷。另外在場至少3人受傷，其中一名男子懷疑下體受傷。
| - 多名防暴警員在香港九龍東皇冠假日酒店外的平台駐守 - 警察在無警告下射胡椒噴劑，多人感到不適 - 新民主同盟西貢區澳唐區議員呂文光被噴胡椒，其後被診斷為一級灼傷 - 有人尚德廣場用物件卡住玻璃門，防止防暴警員進入商場 |

## 事件

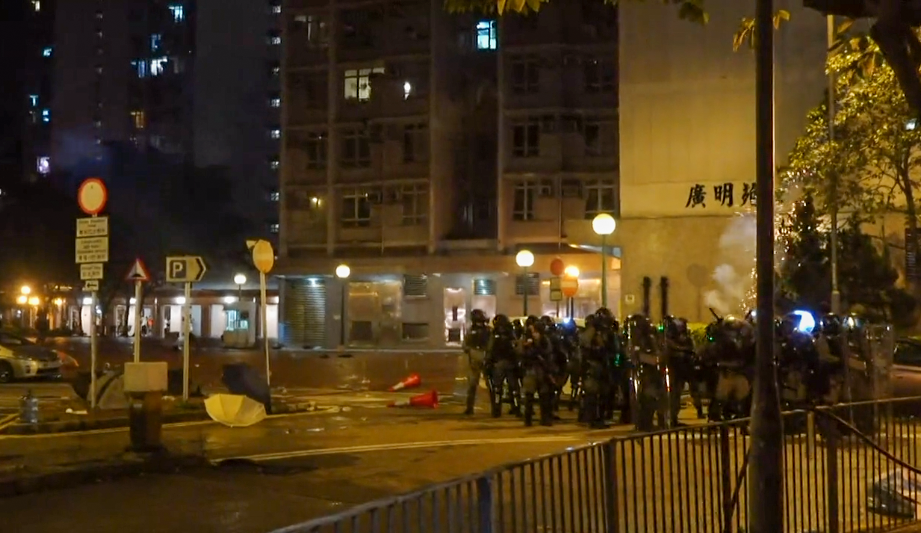
防暴警察在尚德/廣明苑範圍發射催淚彈

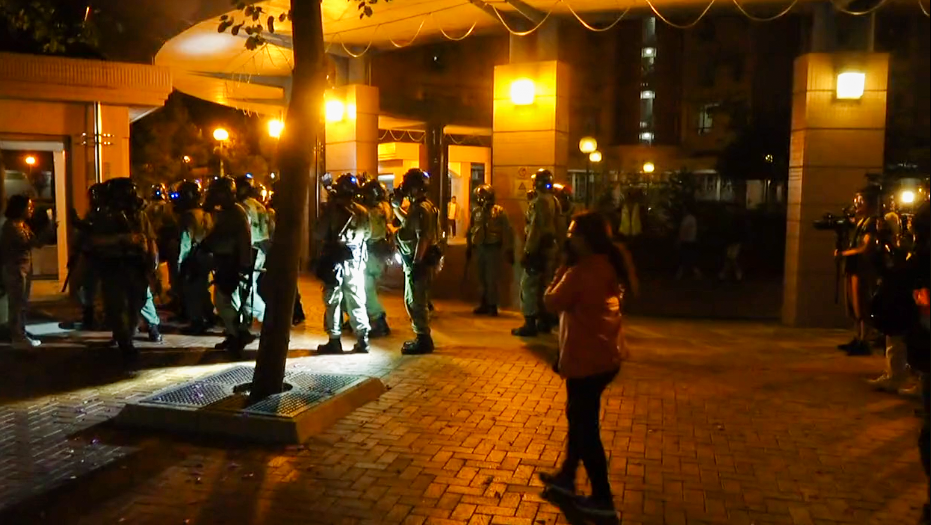
多名防暴警察亦一度進入廣明苑範圍進行搜捕，有住戶要求他們離開

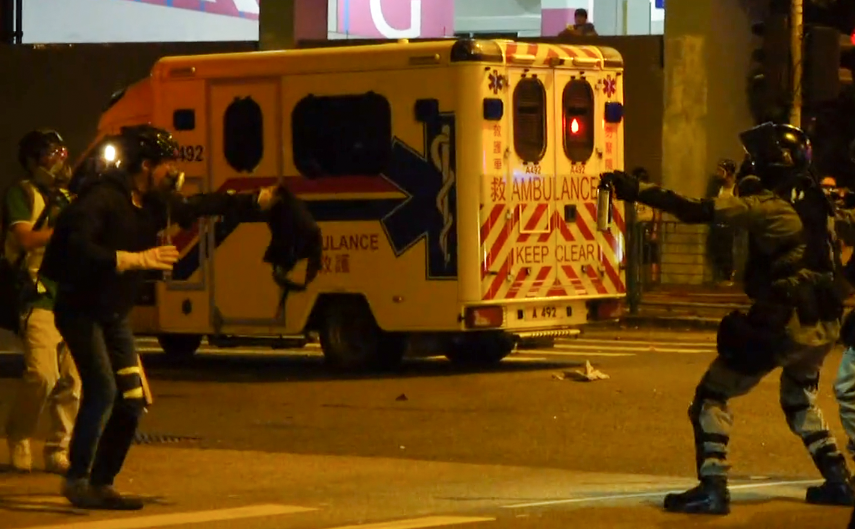
防暴警察撤退時，有市民向防暴警察表示不滿，警員舉起胡椒噴劑

### 警民衝突
示威者其後轉至尚德巴士總站附近聚集，及後有防暴警察在唐明街及唐俊街的十字路口組成防線，與尚德邨對面的示威者對峙。凌晨零時30分，警方在尚德邨外十字路口舉起黑旗和橙旗，最終在零時41分發射第一枚催淚彈，驅散在場人士，並在10分鐘後發射橡膠子彈。之後大批防暴警察在將軍澳尚德邨入口一帶繼續與示威者對峙，有多名示威者向警員投擲雜物，警方再次發射多枚催淚彈，多名居民多次喝罵警方。
凌晨12點55分，多名防暴警察亦一度進入廣明苑範圍進行搜捕。廣明苑數名業主立案法團人士手持大聲公要求警方立即離開。防暴警員以不禮貌的態度回應。僵持一段時間後，警員離開私人地方，回到十字路口戒備。凌晨1時45分，防暴警察撤退期間向屋苑連續射出大约3枚催淚彈。示威者其後重返路面，投擲燃燒彈和縱火燃燒雜物。凌晨2時，示威者再以雜物堵塞唐明街，最後在約3時半便離開現場。
警方公佈當天發射共44枚催淚彈。居民代表稱衝突最少導致3人受傷和最少有三名市民被捕，其中一人被捕後頭破血流，一名義務急救員疑被海綿彈或布袋彈射中受傷，而一名年長街坊亦在走避時跌斷骨受傷。
| - 尚德邨示威者利用雨傘作保護 - 凌晨零時41分，警方在尚德邨外十字路口發射催淚彈 - 有路過的街坊被防暴警察制服在地 - 多名防暴警察進入尚德邨範圍後，用強光照向住戶單位 |

## 後續

### 翌日再衝突
11月5日晚上10時，網民發起到涉事警員的廣明苑住址叫囂。其後到尚德邨尚真樓對出空地聚集，防暴警察在屋邨入口舉起藍旗警告市民參與非法集會，並以強光照向市民。一名年長男子回家期間因受驚而質問警察，結果遭警方指嚇及拉扯。防暴警察表示若市民不離開，便會入邨進行驅散，之後防暴警察突然衝入邨內發射催淚彈。廣明苑業主立案法團主席柯耀林雖利用大聲公要求與指揮官對話，但防暴警在無舉黑旗的情況下，向屋苑有蓋行人通道方向施放催淚彈。而另一批防暴警及速龍小隊持棍進入尚德邨巴士總站驅趕街坊離開。前立法會議員鄭家富亦在場調停，防暴警察一度撤退離開。
其後邨內的聚集人群在車道入口築成路障和投擲磚塊。警方很快返回現場，向屋苑方向發射多枚催淚彈，有警員舉出防暴槍指嚇街坊；另一批往停車場和尚德邨巴士總站戒備。鄭家富等人雖再次向警方交涉，但遭到拒絕。到凌晨1時35分，警方向屋苑範圍發射多枚橡膠子彈，原本聚集的市民便立即四散，大批防暴警察在屋苑範圍進行追捕。警員當一聽到有低層單位內的居民受驚而控訴，警員便向單位舉槍，並揚言會進入單位內拘捕該名市民。而大廈大堂內的市民亦不斷指罵警察，部分警員以「死曱甴」和「返歸瞓啦」回應。當防暴警察發現人群已經散去後，便返回警車離開。
到凌晨2時許，仍有少量示威者將原有路障搬出唐明街與唐俊街位置，並縱火燃燒。消防員到場撲熄後，警方多輛私家車隨即進入唐明街。30多名速龍小隊跑入尚德廣場的OK便利店追捕市民，一名戴眼鏡的身穿白恤衫的男子被捕。警員之後返回警車離去。
| - 防暴警察在尚德邨入口舉起藍旗警告市民正參與非法集會 - 廣明苑業主立案法團主席柯耀林雖利用大聲公要求與指揮官對話，但警員未有理會 - 防暴警察進入寶明苑搜查 - 防暴警察進入OK便利店搜查 |

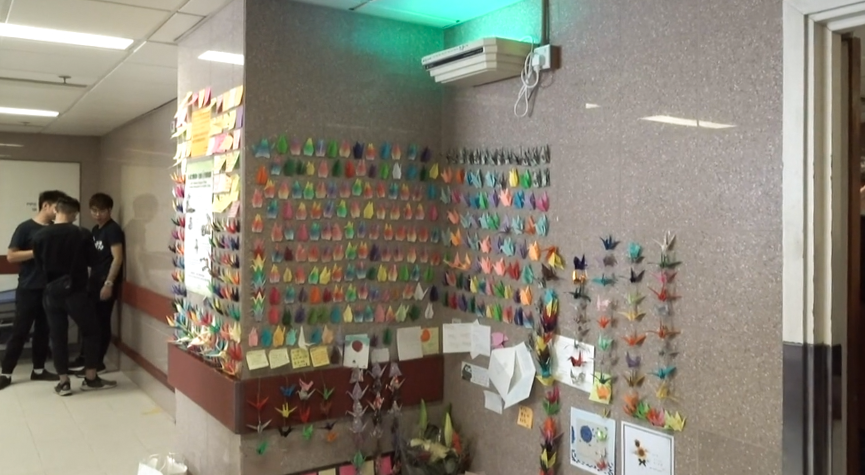
伊利沙伯醫院深切治療部外有市民設連儂牆送祝福

### 周梓樂逝世
周梓樂墮樓後留醫伊利沙伯醫院深切治療部，情況危殆。其後接受兩次腦部手術，但引流術失敗，腦壓仍不減，情況仍然危殆，昏迷指數處於最嚴重的3分，依靠3倍强心藥及呼吸機維生。11月5日，消息指他出現腦幹死亡的迹象，但未接受腦幹死亡測試。

留醫5天後，周梓樂在11月8日早上8時09分證實不治。遺體在早上11時半左右被送入殮房。

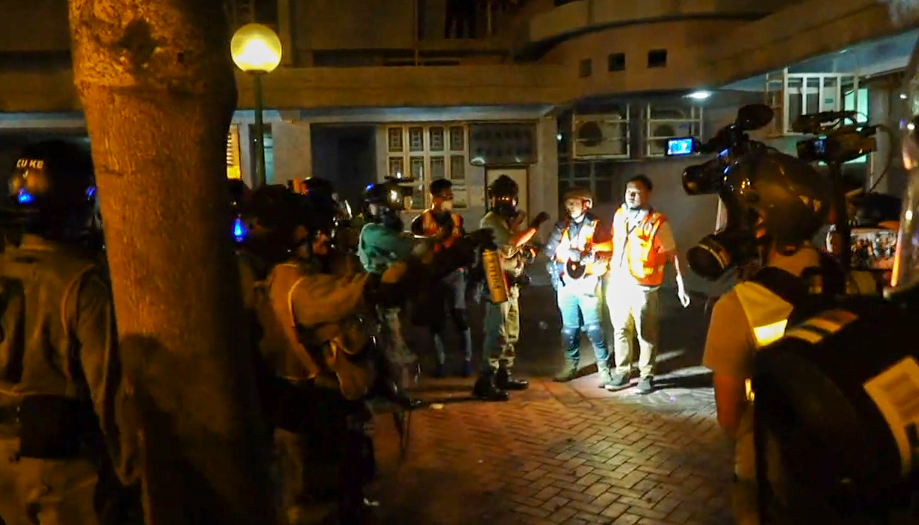
廣明苑數名業主立案法團人士手持大聲公要求警方立即離開。防暴警員以不禮貌的態度回應。有警員舉起胡椒噴劑

## 警方放催淚煙爭議
將軍澳廣明苑業主立案法團指，大量居民對警方在無法庭手令的情況下，擅自闖入私人地方和胡亂發射大量催淚彈感到不滿。而法團批評警方沒有按紀律行事，漠視私有產權，指當晚屋苑範圍大部分為街坊，但防暴警察仍然進入。廣明苑對開巴士總站和附近範圍發現40至50個催淚彈殼，對屋苑造成污染，擔心毒性化學物質影響居民。立案法團表示會與管理公司商討聘請清潔公司進行大清洗。